# Die breite Föhre nächst der Brühl bei Mödling
Die breite Föhre nächst der Brühl bei Mödling ist ein 1838 entstandenes Landschaftsgemälde von Ludwig Ferdinand Schnorr von Carolsfeld. Das 66 cm × 112 cm messende Ölbild auf Leinwand befindet sich im Belvedere Museum.

## Beschreibung und Deutung
Zentrales Bildmotiv ist die Breite Föhre auf dem Berg Anninger im Wienerwald, ein beliebtes Ausflugsziel und ehemaliges Naturdenkmal. Hinter ihr öffnet sich ein weiter Landschaftsausblick über den Eichkogel bis ins Wiener Becken. Um den Baum sind mehrere Personen angeordnet: Direkt beim Stamm stützt sich ein wandernder Handwerksgeselle auf seinen Stock, links hinter ihm ruht eine Gruppe von vier Feldarbeitern und rechts im Vordergrund sind ein Bettler und ein bürgerliches Paar zu sehen.  Diese Figuren versinnbildlichen die vier Stände Handwerker, Bauern, Bettler und Bürger, sowie deren Tugenden Andacht, Fleiß, Demut und Mildtätigkeit: Der Handwerksgeselle hält bei einem Marienbild am Stamm seine Andacht, die Feldarbeiter haben gearbeitet und ruhen aus und der Bettler nimmt ein Almosen entgegen, das ihm von einem städtischen Bürgerpaar gereicht wird.
Das Gemälde zählt zu den Hauptwerken der romantischen Landschaftsschilderung.

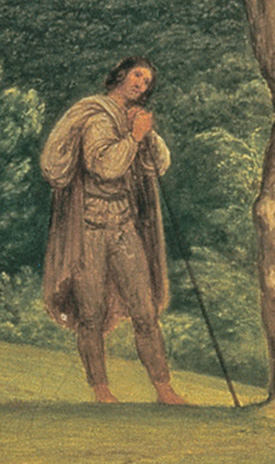
Handwerksgeselle
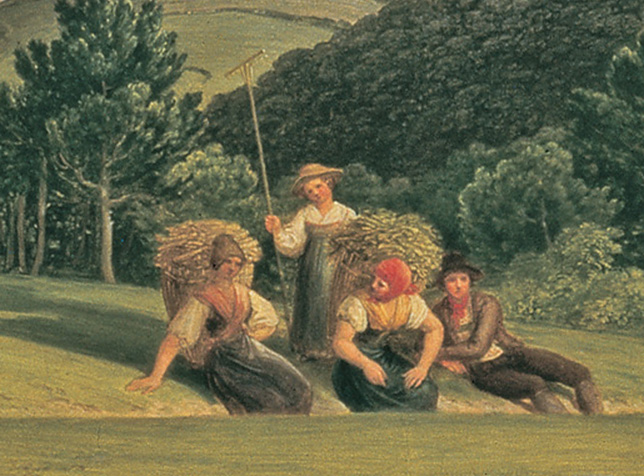
Feldarbeiter
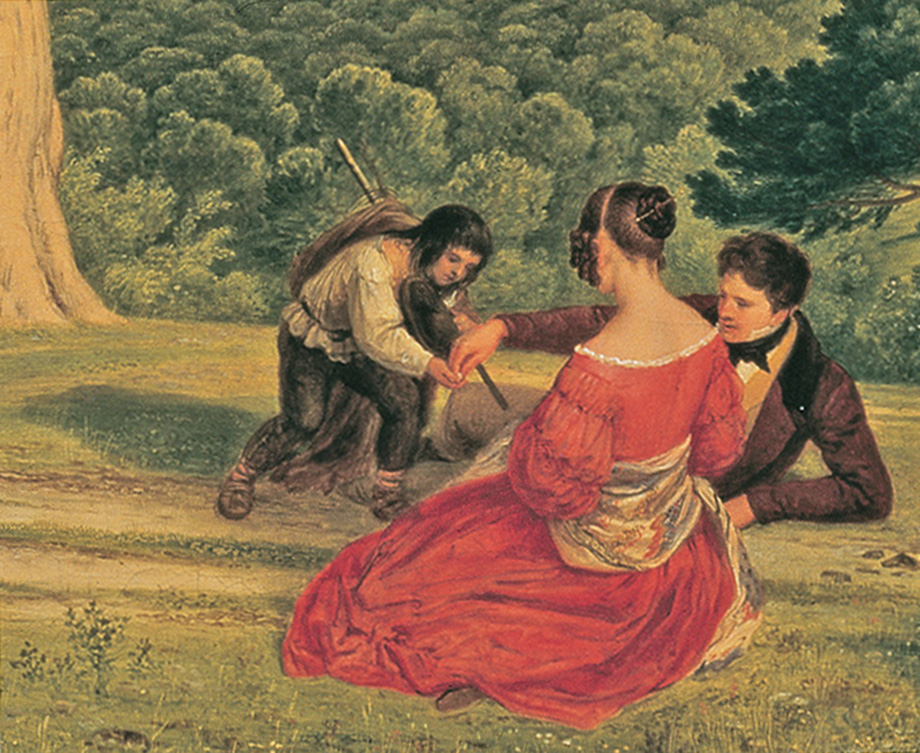
Bürger und Bettler

## Signatur und Herkunft
Signatur und Datierung befinden sich in der linken unteren Ecke: 18 LS 38 (LS ligiert). Die Inventarnummer ist 3167. Das Bild ist 66 cm × 112 cm groß, die Rahmenmaße betragen 84 cm × 130 cm × 12 cm. Es wurde 1930 beim Auktionshaus Albert Kende, Wien angekauft und befindet sich heute in der Sammlung Biedermeier im Belvedere Museum Wien.